# Leslie G. Hunt
Leslie G. Hunt (* 29. Juni 1954 in Temple, Texas) ist ein deutsch-US-amerikanischer Maler.
Er arbeitet hauptsächlich mit Farbradierungen, Mischtechnik auf Leinwand und Acryl auf Leinwand.
Ein Großteil seiner Werke zeigt technische Gegenstände (z. B. Fahrrad, Flugzeug, Leuchtturm, Sportgeräte, Schreibgeräte), die im Stil technischer Zeichnungen mit abstrakten Beschriftungen und Bemaßungen versehen sind. Eines seiner bekanntesten Motive ist der Bleistift mit aufgesetztem @-Symbol; quasi ein "Gerät zum Schreiben von E-Mails". Die Ironie in seinen Werken beginnt manchmal bereits mit dem Titel wie z. B. Golfomatengepäck oder Manager toys.

## Häufige Motive und Bildthemen
- Bleistift
- Tuschefeder mit Flügeln
- Füllfederhalter
- Golf-Sportgeräte
- Das @-Symbol
- Abstrakte Schreibschrift über einem großformatigen Zeichen/Symbol (z. B. Herz, Zahn, @-Symbol, €-Symbol) als Hintergrund.

Des Weiteren hat er diverse Farbradierungen für einzelne Städte mit den Sehenswürdigkeiten derselben als Auftragsarbeiten für dort ansässige Galerien angefertigt.

## Leben
Hunt erstellte 1974 erste Ölbilder und 1975 erste Radierungen. Von 1977 bis 1979 war er Designer in einem Architekturbüro in Los Angeles. Danach arbeitete er bis 1984 in einem Hochhausplanungsteam in Frankfurt am Main. Nach einer Tätigkeit als Werbegrafiker von 1984 bis 1986 wurde Hunt freischaffender Künstler. Dabei erstellte er seit 1996 Unikate und verwandte ab 1999 Mischtechnik auf Leinwand.

## Werke
- Euro Current-cities Farbradierung (1999)
- Schreibkultur Farbradierung (2000)
- Diverse @-Variationen (ab 2000)